# Карл Ернст фон Баер
Карл Ернст фон Баер или Карл Максимович Баер (на немски: Karl Ernst von Baer; на руски: Карл Эрнст фон Бэр или Карл Максимович Бэр) е руски естественик, географ, пътешественик-изследовател от естонско-немски произход, един от основоположниците на ембриологията и сравнителната анатомия, академик от Петербургската академия на науките, президент на Руското ентомологично дружество.

## Произход и младежки години (1792 – 1822)
Роден е на 17 февруари 1792 година в Естляндска губерния, Руска империя (днес Естония), в дворянско семейство на прибалтийски немци. Обучава се от домашни учители по математика, география, латински и френски. През 1807 е изпратен в гимназията в Ревел (днес Талин), която завършва през 1810. Постъпва в медицинския факултет на Дерптския университет и през свободното време съчетава учебната дейност с работа във военен лазарет. През 1814 защитава дипломна работа на тема „Об эндемических болезнях в Эстляндии“, дипломира се като доктор по медицина и заминава за Виена и Берлин, за да продължи медицинското си образование и практика. През 1815 – 1816 учи сравнителна анатомия във Вюрцбургския университет при известния анатом Игназ Долинджър. След завършване на обучението си, през август 1817 Баер приема длъжността прозектор по анатомия (патолог-анатом) в Кьонигсбергския университет, през 1819 става професор по анатомия, а от 1826 професор по зоология. Докато е в Кьонигсберг, Баер основава зоологически музей, действа като директор на ботанически градини, става декан на медицинския факултет и ректор на университета.

## Научна и изследователска дейност (1826 – 1862)
Приносите на Баер за ембриологията са от периода 1819 – 1834 докато е в Кьонингсберг. През 1826 открива яйцеклетката при млекопитаещите. Той формулира принцип, че в развиващия се зародиш (ембрион) общите белези се появяват преди специфичните. За това му откритие става член-кореспондент на Петербургската академия на науките. Изследванията на Баер биват използвани от Дарвин в неговата теория на еволюцията. През 1828 излиза от печат първия том на „Истории развития животных“, а на следващата година е поканен на работа в Петербургската академия на науките и му е присвоено академично звание.
През 1837 с кораб (командир Август Циволка) извършва комплексни естественоисторически изследвания на Нова Земя (геоморфология, флора, фауна). Изследва планинските масиви (височина до 1115 м) около протока Маточкин Шар.
През 1839 изследва флората и фауната на островите във Финския залив, а през 1840 посещава Колския п-ов.
През 1841 е назначен за професор по сравнителна анатомия и физиология в Медико-хирургическата академия.
От 1851 до 1857 изследва флората и фауната на Волга и Каспийско море. Изследва северните, източните и западните брегове на Каспийско море, Прикаспийската низина, долината на река Волга (от Нижни Новгород до Астрахан), Урал, Кумо-Маничката падина и др. След приключване на полевата си дейност, в резултат на своите наблюдения и изследвания, Баер обосновава т.нар. „Закон на Баер“, обясняващ стръмните десни брегове на реките, течащи в меридионално направление в Северното полукълбо, и левите брегове – в Южното.
Постепенно Баер се отдава главно на антропологията. Привежда в порядък и обогатява колекцията от човешки черепи в анатомичния музей на академията и го превръща в антропологичен.

## Последни години (1862 – 1876)
През 1862 Баер се пенсионира и е избран за почетен член на Петербургската академия на науките. На 18 август 1864 в Академията се провежда тържествено празнуване на неговия юбилей, след което през 1867 окончателно напуска Петербург и се преселва в Дерпт.
Умира на 16 ноември 1876 година в Дерпт на 84-годишна възраст.

## Памет
Неговото име носят:
- възвишение Баер (75°35′ с. ш. 92°35′ и. д. / 75.583333° с. ш. 92.583333° и. д.) – покрай южния бряг на залива Мидендорф на п-ов Таймир;
- възвишение (Западни Беровски бугри) – край северозападното крайбрежие на Каспийско море, Република Калмикия;
- залив Баер (75°31′ с. ш. 86°26′ з. д. / 75.516667° с. ш. 86.433333° з. д.) – на северното крайбрежие на остров Девън в Канадския арктичен архипелаг;
- нос Баер (76°21′39″ с. ш. 87°53′19″ з. д. / 76.360833° с. ш. 87.888611° з. д.) – на югозападния бряг на остров Елсмиър в Канадския арктичен архипелаг;
- нос Баер (73°50′ с. ш. 54°05′ и. д. / 73.833333° с. ш. 54.083333° и. д.) на западния бряг на Северния остров на Нова Земя;
- нос Баер (79°59′ с. ш. 59°54′ и. д. / 79.983333° с. ш. 59.9° и. д.) – на югоизточния бряг на остров Салм в архипелага Земя на Франц Йосиф;
- остров Баер (66°58′02″ с. ш. 107°16′50″ з. д. / 66.967222° с. ш. 107.280556° з. д.) – в залива Батърст на море Бофорт, в Канадския арктичен архипелаг;
- остров Баер (72°58′26″ с. ш. 95°50′54″ з. д. / 72.973889° с. ш. 95.848333° з. д.) – в протока Пил, край източното крайбрежие на остров Принц Уелски, в Канадския арктичен архипелаг;
- остров Баер (76°13′ с. ш. 99°25′ и. д. / 76.216667° с. ш. 99.416667° и. д.) – в Таймирския залив на Карско море;
- хребет Баер – в Нова Гвинея.